# Lentinellus micheneri
Lentinellus micheneri är en svampart som först beskrevs av Berk. & M.A. Curtis, och fick sitt nu gällande namn av David Norman Pegler 1983. Lentinellus micheneri ingår i släktet Lentinellus och familjen Auriscalpiaceae.   Inga underarter finns listade i Catalogue of Life.

## Källor

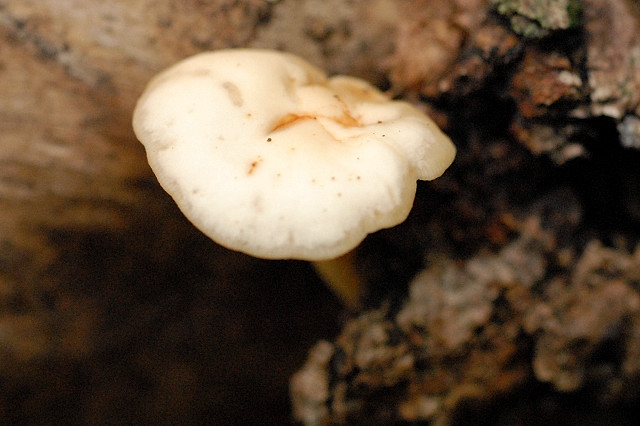
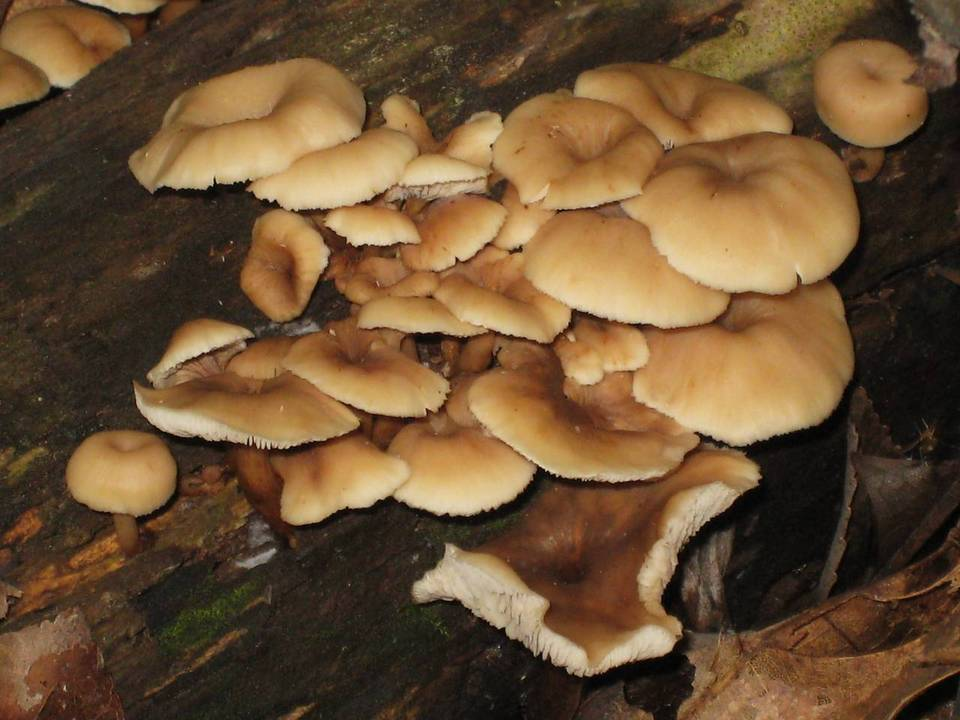
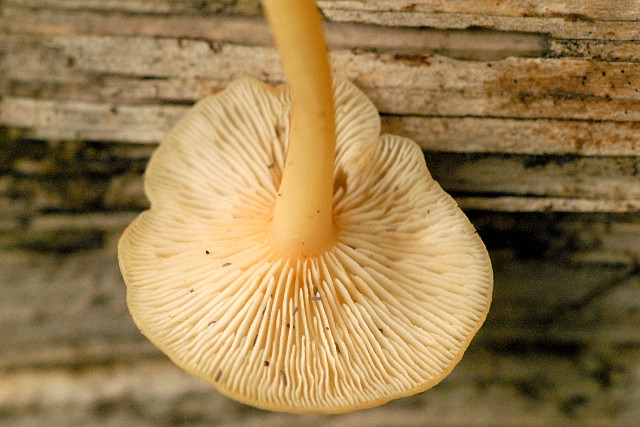
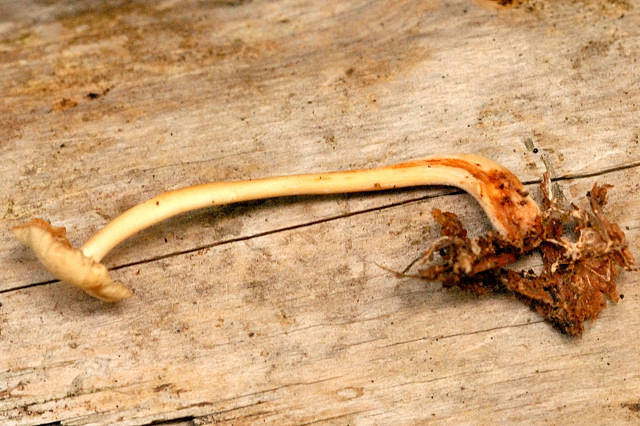